# نادي ساربروكن
نادي ساربروكن لكرة القدم (بالألمانية: 1.Fußball-Club Saarbrücken e.V.) نادي كرة قدم ألماني يلعب في دوري الدرجة الثالثة. تم تأسيس النادي في سنة 1903 .